# Ian McNeice
Ian McNeice (Basingstoke, 2. listopada 1950.) je britanski glumac. Glumom se počeo baviti 80-ih godina prošlog stoljeća. Najpoznatiju ulogu ostvario je u filmu Put oko svijeta za 80 dana.

## Vanjske poveznice
- Ian McNeice u internetskoj bazi filmova IMDb-u (engl.)